# Saint-Denis-le-Vêtu

Saint-Denis-le-Vêtu este o comună în departamentul Manche, Franța. În 2009 avea o populație de 606 de locuitori.

## Monumente istorice
- Biserica Saint-Denis, din sec. al XIII-lea
- Conacul din Bosville